# A20細胞
A20 (亦稱ATCC TIB-208) 是於1979年在BALB/c小鼠發現的B細胞淋巴瘤細胞系，該球狀淋巴母細胞的表面光滑且中心部分較暗邊緣明顯，較常應用於存在免疫缺陷及具有免疫功能的動物模型構建，以進行疫苗靶點的選擇、研究抗腫瘤免疫機制和篩選藥物，由A20細胞所建立的模型的病理學特徵與人類瀰漫大B細胞淋巴瘤非常類似。

## 外部連結
- Cellosaurus entry for A20（页面存档备份，存于）